# Cistanthe chrysantha
Cistanthe chrysantha är en källörtsväxtart som först beskrevs av Ivan Murray Johnston, och fick sitt nu gällande namn av Peralta och D.I.Ford. Cistanthe chrysantha ingår i släktet Cistanthe och familjen källörtsväxter. Inga underarter finns listade i Catalogue of Life.